# مجمع جولة زنجبار

تعديل مصدري - تعديل

مجمع جولة زنجبار هي إحدى قرى عزلة زنجبار بمديرية زنجبار التابعة لمحافظة أبين، بلغ تعداد سكانها 35 نسمة حسب تعداد اليمن لعام 2004.